# Communauté de communes du Lembron Val d’Allier
Die Communauté de communes du Lembron Val d’Allier ist ein ehemaliger französischer Gemeindeverband mit der Rechtsform einer Communauté de communes im Département Puy-de-Dôme in der Region Auvergne-Rhône-Alpes. Sie wurde am 30. Dezember 1998 gegründet und umfasste 16 Gemeinden. Der Verwaltungssitz befand sich im Ort Saint-Germain-Lembron.

## Historische Entwicklung
Nachdem der Gemeindeverband am 1. Januar 1999 mit 15 Mitgliedsgemeinden gegründet worden war, traten diesem am 30. Dezember 1999 die Gemeinde Chalus sowie am 26. Dezember 2001 die Gemeinde Bergonne bei.
Mit Wirkung vom 1. Januar 2016 bilden die ehemaligen Gemeinden Nonette und Orsonnette nun eine Commune nouvelle mit der Bezeichnung Nonette-Orsonnette. Damit verringert sich die Anzahl der Mitgliedsgemeinden auf aktuell 16.
Mit Wirkung vom 1. Januar 2017 fusionierte der Gemeindeverband mit  
- Communauté de communes des Coteaux de l’Allier,
- Communauté de communes Couze Val d’Allier,
- Issoire Communauté,
- Communauté de communes du Bassin Minier Montagne,
- Communauté de communes du Pays de Sauxillanges,
- Communauté de communes des Puys et Couzes sowie
- Ardes Communauté

und bildete so die Nachfolgeorganisation Agglo Pays d’Issoire.

## Ehemalige Mitgliedsgemeinden
1. Antoingt
2. Beaulieu
3. Bergonne
4. Boudes
5. Le Breuil-sur-Couze
6. Chalus
7. Charbonnier-les-Mines
8. Collanges
9. Gignat
10. Mareugheol
11. Moriat
12. Nonette-Orsonnette (Commune nouvelle)
13. Saint-Germain-Lembron
14. Saint-Gervazy
15. Vichel
16. Villeneuve